# Référendum de 2020 sur le droit de vote aux primaires des mineurs de dix sept ans en Californie
Un Référendum de 2020 sur le droit de vote aux primaires des mineurs de dix sept ans a lieu le 3 novembre 2020 en Californie. La population est amenée à se prononcer sur un amendement constitutionnel d'origine parlementaire, dite Proposition 18, visant à autoriser les mineurs âgés de dix sept ans à voter au cours des primaires des élections générales et partielles.
La proposition est rejetée à une large majorité.

## Résultats
| Choix                     | Votes      | %     |
| ------------------------- | ---------- | ----- |
| Pour                      | 7 514 317  | 43,96 |
| Contre                    | 9 577 807  | 56,04 |
|                           |            |       |
| Votes valides             | 17 092 124 | 96,10 |
| Votes blancs et invalides | 693 027    | 3,90  |
| Total                     | 17 785 151 | 100   |
| Abstention                | 4 262 297  | 19,33 |
| Inscrits/Participation    | 22 047 448 | 80,67 |

| Pour 7 514 317 (43,96 %) |  |  | Contre 9 577 807 (56,04 %) |
| ▲                        |  |  |                            |
| Majorité absolue         |  |  |                            |